# Toyota RiN
Toyota RiN — концепт-кар легкового авто японської компанії Toyota Motor Corporation. Вперше представлена на Токійському автошоу у 2007 році.
За словами розробників, RiN сконструйований з метою досягнення «вищого рівня комфорту» і «спокійного, здорового способу життя». Салон має такі особливості, як комфортні сидіння з підігрівом, що допомагають здоровій поставі спини, і зображенням на дисплеї, що відповідають психологічному стану водія, який визначається за допомогою датчиків на кермі. Авто володіє кондиціонером з регулюванням рівня кисню і точковим зволоженням, в автомобілі використовується зелене скло, яке зменшує кількість ультрафіолетових і інфрачервоних променів, а також завдяки якому вигляд за вікном стає яскравішим і яснішим, що збільшує рівень комфорту в салоні.
У кузові використовуються розсувні двері з низькими вікнами, які дозволяють роздивлятися довкілля на рівні землі.